# Glen Ellen (California)
Glen Ellen es un lugar designado por el censo ubicado en el condado de Sonoma en el estado estadounidense de California. En el año 2000 tenía una población de 992 habitantes y una densidad poblacional de 182.6 personas por km². En esta localidad murió el escritor Jack London (1876-1916).

## Geografía
Glen Ellen se encuentra ubicado en las coordenadas 38°21′52″N 122°31′52″O / 38.36444, -122.53111. Según la Oficina del Censo, la ciudad tiene un área total de 5,4 km² (2,1 mi²), de la cual 5,4 km² (2,1 mi²) es tierra y 0 km² (0 mi²) (0%) es agua.

## Demografía
Según la Oficina del Censo en 2000 los ingresos medios por hogar en la localidad eran de $52,143, y los ingresos medios por familia eran $54,219. Los hombres tenían unos ingresos medios de $50,714 frente a los $35,952 para las mujeres. La renta per cápita para la localidad era de $22,680. Alrededor del 14.8% de la población estaban por debajo del umbral de pobreza.